# Дельта-функция

Схематический график одномерной дельта-функции.

Де́льта-фу́нкция (или дельта-мера, δ-функция, δ-функция Дирака, дираковская дельта, единичная импульсная функция) — обобщённая функция, которая позволяет записать точечное воздействие, а также пространственную плотность физических величин (масса, заряд, интенсивность источника тепла, сила и т. п.), сосредоточенных или приложенных в одной точке.
Например, плотность единичной точечной массы m, находящейся в точке a одномерного евклидова пространства {\displaystyle \mathbb {R} ^{1},} записывается с помощью {\displaystyle \delta }-функции в виде {\displaystyle m\delta (x-a).} Дельта-функция также применима для описания распределений заряда, массы и т. п. на поверхностях или линиях.
Несмотря на распространённую форму записи {\displaystyle \delta (x),x\in \mathbb {R} ,} {\displaystyle \delta }-функция не является функцией вещественной переменной, а определяется как обобщённая функция: непрерывный линейный функционал на пространстве дифференцируемых функций. Можно ввести производную для δ-функции, которая тоже будет обобщённой функцией, и интеграл, определяемый как функция Хевисайда. Нетрудно указать последовательности обычных классических функций, слабо сходящиеся к {\displaystyle \delta }-функции.
Можно различать одномерную и многомерные дельта-функции, однако последние могут быть представлены в виде произведения одномерных функций в количестве, равном размерности пространства, на котором определена многомерная функция.
Введена английским физиком Полем Дираком.

## Определения
Существуют различные взгляды на понятие дельта-функции. Получающиеся при этом объекты, строго говоря, различны, однако обладают рядом общих характерных свойств. Все указанные ниже конструкции естественно обобщаются на случаи пространств большей размерности {\displaystyle (\mathbb {R} ^{n},\ n>1)}.

### Простое определение
Дельта-функцию (функция Дирака) одной вещественной переменной можно определить как функцию {\displaystyle \delta (x)}, удовлетворяющую следующим условиям:
- {\displaystyle \delta (x)=\left\{{\begin{matrix}+\infty ,&x=0,\\0,&x\neq 0;\\\end{matrix}}\right.}
- {\displaystyle \int \limits _{-\infty }^{+\infty }\delta (x)\,dx=1.}

То есть эта функция не равна нулю только в точке {\displaystyle x=0}, где она обращается в бесконечность таким образом, чтобы её интеграл по любой окрестности {\displaystyle x=0} был равен 1. В этом смысле понятие дельта-функции аналогично физическим понятиям точечной массы или точечного заряда. Для понимания интеграла полезно представить себе некую фигуру на плоскости с единичной площадью, например, треугольник. Если уменьшать основание данного треугольника и увеличивать высоту так, чтобы площадь была неизменной, то в предельном случае мы получим треугольник с малым основанием и очень большой высотой. По предположению его площадь равна единице, что и показывает интеграл. Вместо треугольника можно без ограничения общности использовать любую фигуру. Аналогичные условия верны и для дельта-функций, определённых на {\displaystyle \mathbb {R} ^{n}.}
Эти равенства не принято считать определением дельта-функции, однако во многих учебниках по физике она определяется именно так, и этого достаточно для точного определения дельта-функции. Отметим, что из данного определения дельта-функции вытекает следующее равенство
{\displaystyle \int \limits _{-\infty }^{+\infty }\delta (x-y)f(x)\,dx=f(y)}
(фильтрующее свойство) для любой функции f. Действительно, в силу свойства {\displaystyle \delta (x-y)=0} при {\displaystyle x\neq y} значение этого интеграла не изменится, если функцию {\displaystyle f(x)} заменить функцией {\displaystyle {\tilde {f}}(x)}, которая равна {\displaystyle f(x)} в точке {\displaystyle x=y}, а в остальных точках имеет произвольные значения. Например, берём {\displaystyle {\tilde {f}}(x)=f(y)=\operatorname {const} }, затем выносим {\displaystyle f(y)} за знак интеграла и, используя второе условие в определении дельта-функции, получаем нужное равенство.
Производные от дельта-функции также почти всюду равны 0 и обращаются в {\displaystyle \pm \infty } при {\displaystyle x=0}.

### Классическое определение
Дельта-функция определяется как линейный непрерывный функционал на некотором функциональном пространстве (пространстве основных функций). В зависимости от цели и желаемых свойств, это может быть пространство функций с компактным носителем, пространство функций, быстро убывающих на бесконечности, гладких функций на многообразии, аналитических функций и т. д. Для того, чтобы были определены производные дельта-функции с хорошими свойствами, во всех случаях основные функции берутся бесконечно дифференцируемыми, пространство основных функций также должно быть полным метрическим пространством. Общий подход к обобщённым функциям см. в соответствующей статье. Такие обобщённые функции также называют распределениями.
Мы рассмотрим самый простой вариант. В качестве пространства основных функций рассмотрим пространство {\displaystyle {\mathcal {E}}} всех бесконечно дифференцируемых функций на отрезке. Последовательность {\displaystyle \varphi _{n}\in {\mathcal {E}}} сходится к {\displaystyle \varphi \in {\mathcal {E}}}, если на любом компакте {\displaystyle K\in \mathbb {R} } функции {\displaystyle \varphi _{n}} сходятся к {\displaystyle \varphi } равномерно вместе со всеми своими производными:
{\displaystyle \lim _{n\to \infty }\varphi _{n}=\varphi \iff \sup _{j}\sup _{x\in K}\left|\varphi _{n}^{(j)}(x)-\varphi ^{(j)}(x)\right|{\xrightarrow {n\to \infty }}\,0.}
Это локально выпуклое метризуемое пространство. Дельта-функцию определим как функционал {\displaystyle \delta \in {\mathcal {E}}^{\prime }}, такой что
{\displaystyle \forall \varphi \in {\mathcal {E}}:\;\langle \delta ;\;\varphi \rangle =\varphi (0).}
Непрерывность означает, что если {\displaystyle \varphi _{n}\to \varphi }, то {\displaystyle \langle \delta ;\;\varphi _{n}\rangle \to \langle \delta ;\;\varphi \rangle }. Здесь {\displaystyle \langle \delta ;\;\varphi \rangle } — значение функционала на функции {\displaystyle \varphi }.

### Дельта-функция по Коломбо
Используемому для работы с дельта-функцией интегральному выражению можно придать смысл, близкий к интуитивному, в рамках теории алгебры обобщённых функций Коломбо (англ. Colombeau algebra).
Пусть {\displaystyle {\mathcal {D}}} — множество бесконечно дифференцируемых функций {\displaystyle f\colon \mathbb {R} \to \mathbb {R} } с компактным носителем, то есть не равных нулю лишь на ограниченном множестве. Рассмотрим множество функций
{\displaystyle {\mathcal {A}}=\left\{\varphi \in {\mathcal {D}}\,{\bigg |}\int _{\mathbb {R} }\varphi (x)\,dx=1,\;\int _{\mathbb {R} }x\varphi (x)\,dx=0\right\}.}
Обобщённая функция — это класс эквивалентности функций {\displaystyle R\colon {\mathcal {A}}\times \mathbb {R} \to \mathbb {R} ,} {\displaystyle R\colon (\varphi ,\;x)\mapsto R(\varphi ,\;x),} бесконечно дифференцируемых по x при каждом {\displaystyle \varphi \in {\mathcal {A}}} и удовлетворяющих некоторому условию умеренности (полагая {\displaystyle \varphi _{\varepsilon }(x)=\varepsilon ^{-1}\varphi (x\varepsilon ^{-1}),} {\displaystyle R(\varphi _{\varepsilon },\;x)} и все её производные по x достаточно медленно растут при {\displaystyle \varepsilon \to 0}). Две функции полагаются эквивалентными, если {\displaystyle R_{1}-R_{2}\in {\mathcal {N}}}, где {\displaystyle {\mathcal {N}}} — ещё один класс функций с ограничениями на рост {\displaystyle R(\varphi _{\varepsilon },\;x)} при {\displaystyle \varepsilon \to 0.}
Дельта-функция определяется как {\displaystyle \delta (\varphi ,\;x)=\varphi (-x).} Преимущество подхода Коломбо в том, что его обобщённые функции образуют коммутативную ассоциативную алгебру, при этом на множество обобщённых функций естественно продолжаются понятия интегрирования, дифференцирования, пределов, даже значения в точке. В этом смысле на дельта-функцию действительно можно смотреть как на функцию, равную 0 везде, кроме точки 0, и равную бесконечности в нуле, так как теория Коломбо включает в себя теорию бесконечно больших и бесконечно малых чисел, аналогично нестандартному анализу.

### Подход Егорова
Аналогичная теория обобщённых функций была изложена в работе Ю. В. Егорова. Хотя она не эквивалентна теории Коломбо, конструкция значительно проще и обладает большинством желаемых свойств.
Обобщённая функция — это класс эквивалентности последовательностей {\displaystyle f=(f_{1},\;f_{2},\;\ldots ),\;f_{i}\in C^{\infty }(\mathbb {R} ).} Последовательности {\displaystyle f} и {\displaystyle {\tilde {f}}} считаются эквивалентными, если для любого компакта {\displaystyle \Omega \Subset \mathbb {R} } функции последовательностей совпадают на {\displaystyle \Omega } начиная с некоторого номера:
{\displaystyle f\sim {\tilde {f}}\iff \forall \Omega \Subset \mathbb {R} \ \exists N\ \forall k>N\colon f_{k}|_{\Omega }={\tilde {f}}_{k}|_{\Omega }.}
Всевозможные операции над последовательностями (умножение, сложение, интегрирование, дифференцирование, композиция, …) определяются покомпонентно. Например, интеграл по множеству I определяется как класс эквивалентности последовательности
{\displaystyle \int _{I}f(x)\,dx=[(a_{1},\;a_{2},\;\ldots )],\;a_{i}=\int _{I}f_{i}(x)\,dx.}
Две обобщённые функции слабо равны, если для любой бесконечно гладкой функции {\displaystyle \varphi }
{\displaystyle \lim _{k\to \infty }\int _{I}(f_{k}(x)-{\tilde {f}}_{k}(x))\varphi (x)\,dx=0.}
При этом дельта-функция определяется любой дельта-образной последовательностью (см. ниже), все такие обобщённые функции слабо равны.

## Свойства
- Дельта-функция чётная.
- Интеграл от дельта-функции по любому интервалу, содержащему в себе ноль, то есть интервалу вида {\displaystyle (-a_{1},\;a_{2}),} где {\displaystyle a_{1}} и {\displaystyle a_{2}} — произвольные действительные положительные числа, равен 1.
- {\displaystyle x\delta ^{\prime }(x)=-\delta (x).}
- {\displaystyle \delta (f(x))=\sum _{k}{\frac {\delta (x-x_{k})}{|f'(x_{k})|}}}, где {\displaystyle x_{k}} — простые нули функции {\displaystyle f(x)}.

Функция Хевисайда

- Первообразной одномерной дельта-функции является функция Хевисайда:

{\displaystyle \theta (x)=\left\{{\begin{array}{*{35}{l}}0,&x<0,\\1,&x\geqslant 0.\\\end{array}}\right.}
- Фильтрующее свойство дельта-функции:

{\displaystyle \int \limits _{-\infty }^{+\infty }f(x)\delta (x-x_{0})\,dx=f(x_{0}).}

## δ-Функция как слабый предел
Пусть {\displaystyle \int \limits _{-\infty }^{+\infty }f(x)\,dx=1.}
Тогда последовательность
{\displaystyle f_{n}(x)=nf(nx)}
слабо сходится к {\displaystyle \delta }-функции.

График функции

Выбор интегрируемой функции {\displaystyle f(x),} определённый интеграл которой в пределах от {\displaystyle {-\infty }} до {\displaystyle {+\infty }} равен 1 произволен.
Например, в качестве {\displaystyle f(x)} можно выбрать функцию sinc: {\displaystyle f(x)={\frac {\sin \pi x}{\pi x}},}
дающую последовательность:
{\displaystyle f_{n}(x)=n{\frac {\sin(n\pi x)}{n\pi x}}={\frac {\sin(n\pi x)}{\pi x}}.}
При требовании, чтобы все функции в последовательности были всюду положительны, можно в качестве исходной функции выбрать, например, нормированную функцию Гаусса или иную любую всюду неотрицательную функцию, интеграл которой равен 1:
{\displaystyle f(x)={\frac {1}{\sqrt {\pi }}}e^{-x^{2}},}
{\displaystyle f_{n}(x)={\frac {n}{\sqrt {\pi }}}e^{-(nx)^{2}}.}

## Интегральное представление
Во многих приложениях оказывается удобным интегральное представление дельта-функции:
{\displaystyle \delta (t)={\frac {1}{2\pi }}\int \limits _{-\infty }^{+\infty }e^{i\omega t}\,d\omega .}
Рассмотрим интеграл
{\displaystyle I(t)={\frac {1}{2\pi }}\int \limits _{-\infty }^{\infty }e^{i\omega t}\,d\omega ,}    (1)
который можно интерпретировать как предел
{\displaystyle I(t)=\lim _{N\to \infty }I_{N}(t),}
где
{\displaystyle I_{N}(t)={\frac {1}{2\pi }}\int \limits _{-N}^{N}e^{i\omega t}\,d\omega ={\frac {1}{\pi }}N{\frac {\sin {tN}}{tN}}.}    (2)
Известно, что
{\displaystyle \int \limits _{-\infty }^{\infty }{\frac {\sin t}{t}}\,dt=\pi .}    (3)
В силу (3) для любого {\displaystyle N} справедливо равенство:
{\displaystyle \int \limits _{-\infty }^{\infty }I_{N}(t)\,dt={\frac {1}{\pi }}\int \limits _{-\infty }^{\infty }{\frac {\sin {tN}}{tN}}\,d(tN)=1.}    (4)
Можно показать (см. выше), что при неограниченном росте N для функции (2) оказываются верными все свойства дельта-функции и она в некотором смысле стремится к {\displaystyle \delta (t).}

## Производная дельта-функции
По определению производной дельта-функции {\displaystyle \delta (x)}:
{\displaystyle \int \limits _{-\infty }^{+\infty }f(x)\delta ^{\prime }(x-a)\,dx=-f^{\prime }(a)}
(распространение интегрирования по частям на случай подынтегральных выражений, содержащих дельта-функцию).
Аналогично для n-й производной дельта-функции:
{\displaystyle \int \limits _{-\infty }^{+\infty }f(x)\delta ^{[n]}(x-a)\,dx=-\int \limits _{-\infty }^{+\infty }{\frac {\partial f}{\partial x}}\delta ^{[n-1]}(x-a)\,dx.}
А проинтегрировав так по частям n раз, получим в конце концов:
{\displaystyle \int \limits _{-\infty }^{+\infty }f(x)\delta ^{[n]}(x-a)\,dx=\left.(-1)^{n}{\frac {\partial ^{n}f(x)}{\partial x^{n}}}\right|_{x=a}.}

Для производной дельта-функции имеет место тождество:
{\displaystyle f(x)\delta ^{\prime }(x)=f(0)\delta ^{\prime }(x)-f^{\prime }(0)\delta (x),}
которое можно получить дифференцируя произведение {\displaystyle f(x)\delta (x)}.

## Преобразование Фурье
- В этом параграфе мы будем применять нормировку, соответствующую соглашению о единичном коэффициенте в обратном преобразовании, то есть имея в виду {\displaystyle f(t)={\frac {1}{\sqrt {2\pi }}}\int \limits _{-\infty }^{+\infty }F(\omega )e^{i\omega t}\,d\omega .}
- Формулы этого параграфа имеют соответствующие аналоги для многомерного преобразования Фурье.

К дельта-функции можно применить преобразование Фурье:
{\displaystyle F\left\{\delta (t-t_{0})\right\}(\omega )={\frac {1}{\sqrt {2\pi }}}\int \limits _{-\infty }^{+\infty }\delta (t-t_{0})\cdot e^{-i\omega t}\,dt={\frac {1}{\sqrt {2\pi }}}e^{-i\omega \cdot t_{0}}.}
Таким образом, спектр (Фурье-образ) дельта-функции, центрированной в точке {\displaystyle t_{0}}, является «волной» в пространстве частот, обладающей «периодом» {\displaystyle {\frac {2\pi }{t_{0}}}}. В частности, спектр (Фурье-образ) дельта-функции, центрированной в нуле, является константой (нестрого говоря — «волной» с бесконечно большим «периодом»):
{\displaystyle F\left\{\delta (t)\right\}(\omega )={\frac {1}{\sqrt {2\pi }}}e^{-i\omega \cdot 0}={\frac {1}{\sqrt {2\pi }}}.}
Соответственно, наоборот — дельта-функция является Фурье-образом чистой гармонической функции или константы.

## Представление многомерных дельта-функций в различных системах координат
В n-мерном пространстве в декартовых координатах (ортонормированном базисе):
{\displaystyle \int \delta ^{n}(x_{1},\;x_{2},\;\ldots ,\;x_{n})\,d^{n}x=1;}
{\displaystyle \delta ^{n}(x_{1},\;x_{2},\;\ldots ,\;x_{n})=\delta (x_{1})\delta (x_{2})\ldots \delta (x_{n}).}
В двумерном пространстве:
{\displaystyle \iint \limits _{-\infty }^{+\infty }\delta ^{2}(x,\;y)\,dx\,dy=1;}
{\displaystyle \delta ^{2}(ax,\;by)={\frac {1}{\left|ab\right|}}\delta ^{2}(x,\;y);}
{\displaystyle \delta ^{2}(x,\;y)=\delta (x)\delta (y).}
В полярных координатах:
{\displaystyle \delta ^{2}(r,\;\varphi )={\frac {\delta (r)}{2\pi \left|r\right|}}} — несмещённая относительно начала координат (с особенностью при r=0),
{\displaystyle {\frac {\delta (r-r_{0})\delta (\varphi -\varphi _{0})}{|r|}}} — с особенностью в точке общего положения {\displaystyle (r_{0},\;\varphi _{0});} при r=0 доопределяется нулём.
В трёхмерном пространстве:
{\displaystyle \iiint \limits _{-\infty }^{+\infty }\delta ^{3}(x,\;y,\;z)\,dx\,dy\,dz=1;}
{\displaystyle \delta ^{3}(x,\;y,\;z)=\delta (x)\delta (y)\delta (z).}
В цилиндрической системе координат:
{\displaystyle \delta ^{3}(r,\;\theta ,\;z)={\frac {\delta (r)\delta (z)}{2\pi r}}} — несмещённая относительно начала координат (с особенностью при {\displaystyle r=0,\;z=0}),
{\displaystyle {\frac {\delta (r-r_{0})\delta (\varphi -\varphi _{0})\delta (z-z_{0})}{|r|}}} — с особенностью в точке общего положения {\displaystyle (r_{0},\;\varphi _{0},\;z_{0});} при r=0 доопределяется нулём.
В сферической системе координат:
{\displaystyle \delta ^{3}(r,\;\theta ,\;\varphi )={\frac {\delta (r)}{4\pi r^{2}}}} — несмещённая относительно начала координат (с особенностью при r=0).
В формулах с особенностью в начале координат нередко используют вдвое большие коэффициенты (1/π для цилиндрической и полярной, 1/2π для сферической). Это связано с тем, что предполагается вдвое меньший результат интегрирования в случае, если особая точка находится точно на границе интервала интегрирования.

## Физическая интерпретация
Вблизи заряженной точки поле бесконечно, ряды Тейлора для поля не сходятся, поэтому вводят специальные функции. Одной из таких функций является дельта-функция. Вопрос о поле точечной заряженной частицы сравнительно сложен, поэтому рассмотрим сначала более простой пример.

### Мгновенное ускорение
Пусть частица, способная перемещаться вдоль прямой, при ударе пренебрежимо малой длительности скачком приобретает какую-то скорость. Зададимся вопросом: как рассчитать ускорение, приобретённое телом? Построим график зависимости изменения скорости от времени. График будет иметь следующий вид:
Данный график почти всюду является графиком функции Хевисайда. Производная функции Хевисайда является единичной дельта-функцией, график которой условно можно изобразить как
Данный график отображает бесконечное ускорение при мгновенном наборе скорости. В общем случае ускорение при ударе можно записать как
{\displaystyle a(t)=\nu \delta (t-t_{a}).\ }

### Масса/заряд материальной точки
Если нужно найти суммарную массу (суммарный заряд) некоторого распределения плотности (или плотности заряда), содержащего, наряду с непрерывной компонентой {\displaystyle \rho _{\mathrm {contin} }}, ещё и точечные массы (заряды), то удобно вместо формулы, раздельно учитывающей непрерывную конечную плотность и дискретные вклады:
{\displaystyle M=\int \rho _{\mathrm {contin} }(\mathbf {x} )\,dV+\sum _{i}m_{i}},
где {\displaystyle \mathbf {x} } — радиус-вектор положения рассматриваемого элемента (для определённости обозначения соответствуют массе, а не заряду), писать просто:
{\displaystyle M=\int \rho (\mathbf {x} )\,dV},
имея в виду, что {\displaystyle \rho (\mathbf {x} )} включает как непрерывную, так и дельтообразные, то есть сосредоточенные в геометрических точках (по одной для каждого точечного объекта {\displaystyle m_{i}}), составляющие:
{\displaystyle \rho (\mathbf {x} )=\rho _{\mathrm {contin} }(\mathbf {x} )+\sum _{i}m_{i}\delta (\mathbf {x} -\mathbf {x} _{i})}.

### Другие примеры
- Дельта-функция применяется в математической физике при решении задач, в которые входят сосредоточенные величины. В квазиклассическом пределе ({\displaystyle \hbar \rightarrow 0}) квантовой механики волновые функции локализуются в волновые пакеты с дельтообразными (то есть имеющими в пределе форму дельта-функции) огибающими, и области их локализации движутся по классическим траекториям согласно уравнениям Ньютона.
- Преобразование Фурье единицы является дельта-функцией. Это позволяет более удобно и математически строго формулировать различные задачи, связанные с преобразованием Фурье, которые очень многочисленны: волновая оптика, акустика, теория колебаний. В квантовой механике преобразования Фурье волновых функций играют первостепенную принципиальную и техническую роль, именно для неё Дирак впервые ввёл дельта-функцию.
- Дельта-функции играют роль собственных функций оператора с непрерывным спектром в представлениях, где этот оператор диагонален. Таким образом, они играют роль базиса в диагональном представлении оператора.
- Важным применением дельта-функции является их участие в аппарате функций Грина линейных операторов. Для линейного оператора {\displaystyle L}, действующего на обобщённые функции над многообразием {\displaystyle M}, уравнение, определяющее функцию Грина {\displaystyle g} с источником в точке {\displaystyle x_{0},} имеет вид

{\displaystyle L\,g(x,\;x_{0})=\delta (x-x_{0}).}
Особенно часто встречается применение этого аппарата к оператору Лапласа (электростатика, теплопроводность, диффузия, механическая теория упругости) и подобным ему операторам, таким как Оператор Д’Аламбера (акустика, электродинамика, квантовая теория поля, где функция Грина часто носит специальное название пропагатора).
- Для лапласиана в {\displaystyle \mathbb {R} ^{3}} функцией Грина является функция {\displaystyle 1/r}, так что

{\displaystyle \Delta \left({\frac {1}{r}}\right)=-4\pi \delta (\mathbf {r} ),}
где {\displaystyle r} — расстояние до начала координат. Этот факт используется для доказательства того, что выражение для скалярного потенциала
{\displaystyle \Phi (\mathbf {x} )=\int {\frac {\varrho (\mathbf {x} ^{\prime })}{\left|\mathbf {x} -\mathbf {x} ^{\prime }\right|}}\,d^{3}x^{\prime }}
удовлетворяет уравнению Пуассона:
{\displaystyle \Delta \Phi =-4\pi \varrho .}